# NGC 5233
NGC 5233 (również PGC 47895 lub UGC 8568) – galaktyka spiralna (Sab), znajdująca się w gwiazdozbiorze Psów Gończych. Odkrył ją William Herschel 3 maja 1785 roku. Jest to galaktyka z aktywnym jądrem typu LINER.